# 특산물

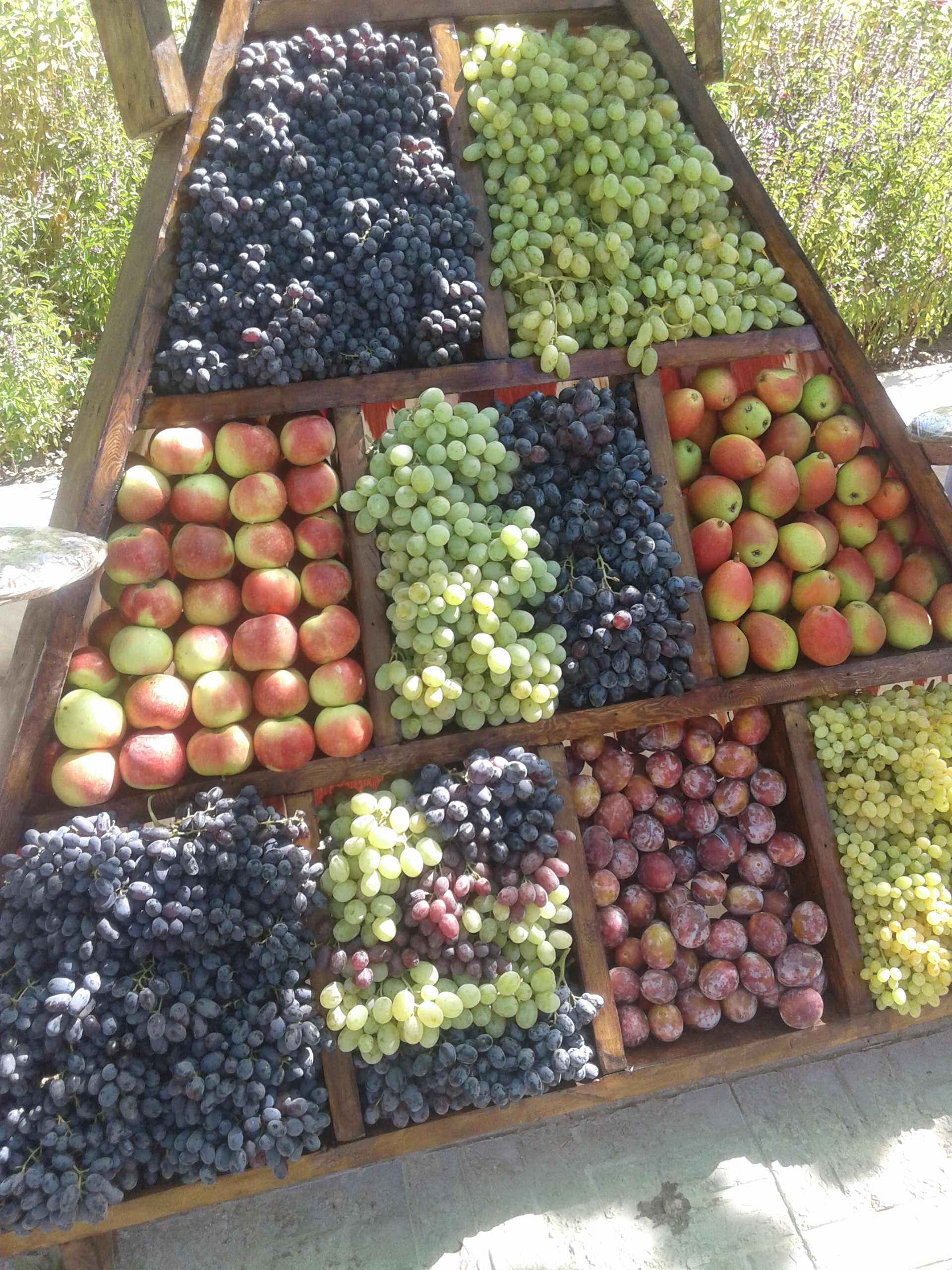
안성 지역의 특산물 중 하나인 포도.

특산물은 어떤 지역의 또는 그 지역에서 생산되는 특별한 산물을 말한다.
지역 특산물이라고도 부른다.
주요 특산품 리스트는 아래와 같다.
```
* 
경기도
 - 
경기미

 * 
가평군
 - 
잣

 * 
수원시
 - 
갈비

 * 
포천시
 - 
막걸리

 * 
이천시
 - 
도자기

 * 
안성시
 - 
유기
```

```
* 
대구광역시

 * 
군위군
 - 
사과
, 
사과주
```

```
* 
인천광역시

 * 
강화군
 - 
쌀

 * 
옹진군
 - 
꽃게
```

```
* 
강원특별자치도

 * 
춘천시
 - 
닭갈비

 * 
강릉시
 - 
두부
, 
강릉 한과

 * 
원주시
 - 
옻칠액

 * 
동해시
 - 
석회석

 * 
양양군
 - 
철광석

 * 
횡성군
 - 
숯
, 
안흥찐빵

 * 
영월군
 - 
석회석
```

```
* 
충청북도

 * 
영동군
 - 
와인

 * 
청주시
 - 
아보카도
```

```
* 
충청남도

 * 
공주시
 - 
밤(열매)

 * 
천안시
 - 
호두과자

 * 
논산시
 - 
젓갈
(
강경읍
)
 * 
홍성군
 - 
새우젓
(
광천
)
 * 
서천군
 - 
모시
, 
소곡주
```

```
* 
전북특별자치도

 * 
전주시
 - 
부채
, 
한지

 * 
익산시
 - 
화강암

 * 
남원시
 - 
목기

 * 
무주군
 - 
머루와인

 * 
부안군
 - 
젓갈
(
곰소
)
 * 
장수군
 - 
곱돌그릇

 * 
임실군
 - 
임실 치즈

 * 
순창군
 - 
고추장
```

```
* 
전라남도

 * 
영광군
 - 
굴비

 * 
진도군
 - 
홍주

 * 
담양군
 - 
돼지갈비
, 
떡갈비

 * 
강진군
 - 
고려청자
```

```
* 
광주광역시
 - 
떡갈비
```

```
* 
경상북도

 * 
고령군
 - 
딸기

 * 
문경시
 - 
도자기

 * 
경주시
 - 
황남빵
, 
경주교동법주
, 
한우

 * 
경산시
 - 
대추꿀
, 
복숭아

 * 
봉화군
 - 
송이버섯

 * 
상주시
 - 
곶감
, 
쌀

 * 
성주군
 - 
참외

 * 
안동시
 - 
간고등어
, 
소주
, 
안동포
, 
찜닭
, 
헛제사밥
, 
한지

 * 
영주시
 - 
인삼
, 
인견
, 
사과
, 
사과주

 * 
영천시
 - 
포도
, 
포도주

 * 
울릉군
 - 
호박엿
 
오징어

 * 
의성군
 - 
마늘
, 
쌀
, 
사과
, 
사과주

 * 
청도군
 - 
반시

 * 
청송군
 - 
사과
, 
사과주

 * 
포항시
 - 
과메기
, 
물회

 * 
김천시
 - 
포도
,
자두

* 
경상남도

 * 
통영시
 - 
나전칠기

 * 
합천군
 - 
한과
```

```
* 
부산광역시
 - 
어묵
```

```
* 
울산광역시

 * 
울주군
 - 
자수정
```

```
* 
제주특별자치도
 - 
귤
, 
한라봉
, 
갈옷
, 
말총
```